# هایدن ریگبی
هایدن ریگبی (به انگلیسی: Haydn Rigby) (زادهٔ ۱۸ دسامبر ۱۹۳۶) شناگر اهل بریتانیا است.